# Youssef Amyn
Youssef Amyn (arabe : يوسف والي فائق أمين), né le 21 août 2003 à Essen en Allemagne, est un footballeur international Irakien qui évolue au poste d'ailier gauche à l'AEK Larnaca.

## Biographie

### En club
Né à Essen en Allemagne, Youssef Amyn est notamment formé par le VfL Bochum et le Borussia Dortmund avant de rejoindre en 2020 le Viktoria Cologne.
Il fait ses débuts en professionnel avec ce club, le 13 mars 2021, lors d'une rencontre de championnat, contre le MSV Duisbourg. Il entre en jeu et son équipe s'impose par trois buts à un.
Le 25 juillet 2021, Amyn inscrit son premier but en professionnel, lors de la première journée de la saison 2021-2022 de troisième division allemande, face au FC Viktoria 1889 Berlin. Titulaire, il ouvre le score, mais son équipe s'incline par deux buts à un.
Le 1er septembre 2022, Youssef Amyn rejoint les Pays-Bas afin de s'engager en faveur du Feyenoord Rotterdam. Il signe un contrat de deux ans, soit jusqu'en juin 2024.
Youssef Amyn ne fait toutefois aucune apparition avec l'équipe première du Feyenoord, se contentant de jouer avec les moins de 21 ans, et le Le 18 juillet 2023, il fait son retour en Allemagne pour signer un contrat de deux ans, soit jusqu'en juin 2025, avec l'Eintracht Brunswick,.
Le 28 août 2024, Youssef Amyn rejoint l'Arabie saoudite pour signer en faveur du Al-Wehda FC pour un contrat de trois ans.
Le 26 juillet 2025, Youssef Amyn rejoint l'AEK Larnaca, un club chypriote pour un contrat de 2 ans.

### En sélection
Youssef Amyn est éligible pour jouer sous les couleurs de l'Allemagne puisqu'il y est né et y a grandi mais également de l'Irak dont est originaire sa famille. Il souhaite dans un premier temps jouer pour son pays de naissance et représente l'Allemagne en sélection de jeunes. Il commence avec les moins de 19 ans. Il fait en tout dix apparitions avec cette sélection entre 2021 et 2022 et marque deux buts.
Youssef Amyn honore sa première sélection avec l'équipe nationale d'Irak le 16 novembre 2023, contre l'Indonésie. Il entre en jeu à la place de Bashar Resan et se fait remarquer en inscrivant son premier but en sélection. Il participe ainsi à la victoire de son équipe par cinq buts à un.
Il est retenu dans la liste des vingt-six joueurs irakiens sélectionnés par Jesús Casas pour disputer la Coupe d'Asie des nations 2023.